# Esteban María Laxague
Esteban María Laxague SDB (ur. 4 marca 1957 w Coronel Pringles) – argentyński duchowny katolicki, biskup Viedma od 2002.

## Życiorys
Wstąpił do zgromadzenia salezjanów i w nim złożył profesję wieczystą 24 stycznia 1982. Święcenia kapłańskie otrzymał 10 maja 1982. Był dyrektorem kilku zakonnych kolegiów, zaś w latach 1997–2002 był wikariuszem argentyńskiej inspektorii zgromadzenia.

### Episkopat
31 października 2002 papież Jan Paweł II mianował go biskupem diecezji Viedma. Sakry biskupiej udzielił mu 21 grudnia 2002 w Viedmie biskup Marcelo Angiolo Melani.